# Liz Rose
Elisabeth Wagner (nascida em 6 de setembro de 1957, em Dallas, Texas), conhecida profissionalmente como Liz Rose, é uma compositora americana de música country, mais conhecida por seu trabalho com Taylor Swift. Ela coescreveu dezessete músicas oficialmente lançadas por Swift, incluindo "You Belong with Me", que foi indicada ao Grammy de Canção do Ano; "Teardrops on My Guitar"; "White Horse", que rendeu a ambas um Grammy de Melhor Canção Country em 2010; e "All Too Well", cuja regravação — "All Too Well (Taylor's Version)" — alcançou o primeiro lugar na Billboard Hot 100 em 2021 e foi indicada ao Grammy de Canção do Ano em 2023. Ela trabalha frequentemente com as compositoras Lori McKenna e Hillary Lindsey, formando o trio The Love Junkies, conhecido por escrever músicas para Little Big Town, Carrie Underwood, entre outros artistas.